# Права ЛГБТ в Ватикане
Свод законов, касающийся прав ЛГБТ в Ватикане, основан на итальянском Кодексе Занарделли 1889 года (вступил в силу в 1890 году), который применялся в 1929 году, во время основания суверенного государства Ватикан. С 1929 по 2008 год Ватикан автоматически принимал большинство итальянских законов; однако в конце 2008 года было объявлено, что Ватикан больше не будет автоматически принимать новые итальянские законы как свои собственные. 

## Уголовное право

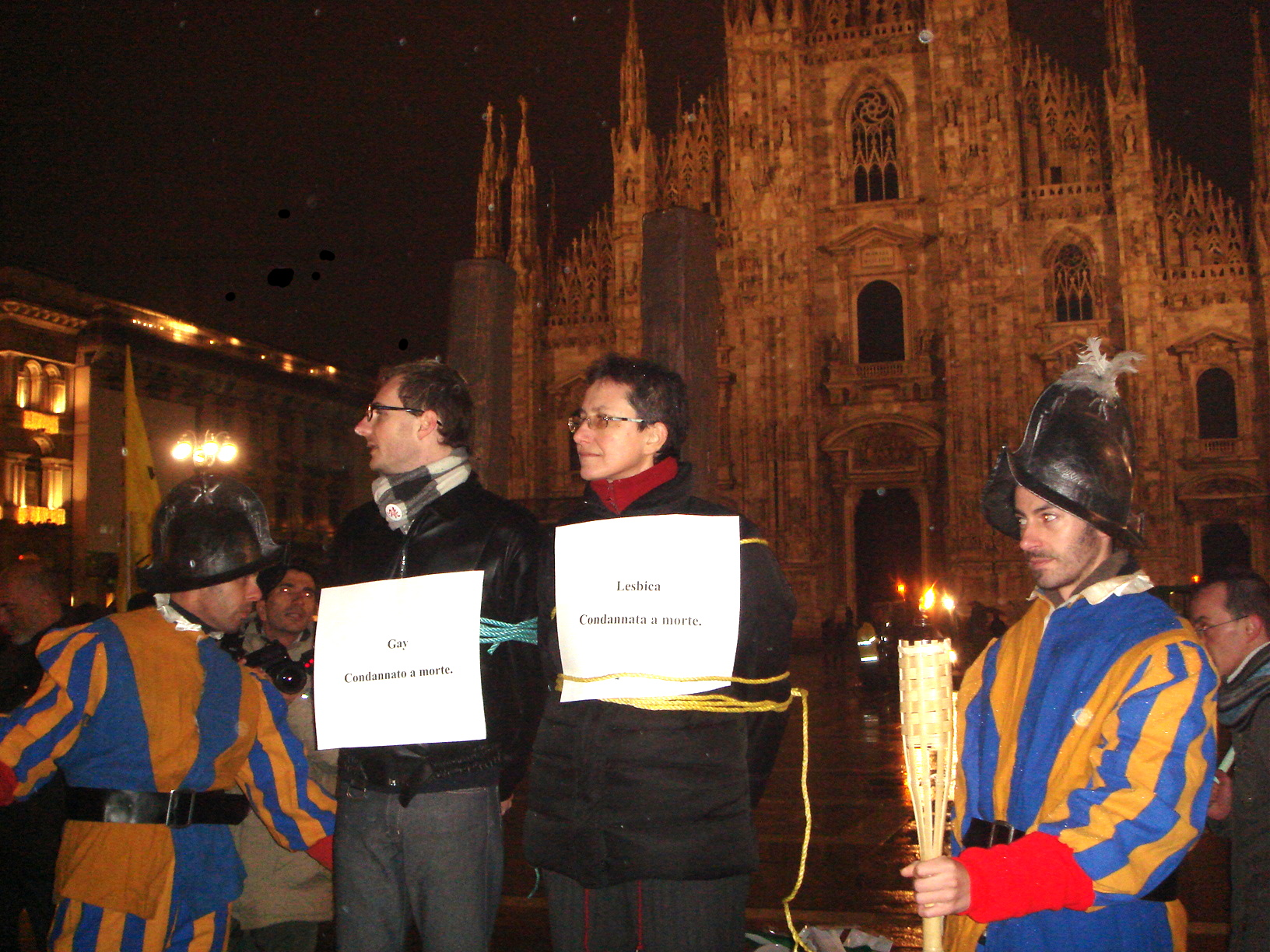
Протест 2008 года против Ватикана и законов против геев, действовавших в католической церкви.

Не существует уголовного законодательства против некоммерческих, частных, совершеннолетних однополых сексуальных отношений и однополых половых отношений по обоюдному согласию. С 2013 года возраст согласия составляет 18 лет, за исключением половых контактов в браке, в этом случае он составляет 14 лет. 
Иностранные дипломаты, чтобы получить аккредитацию, не должны состоять в однополой семье и не должны быть разведены. В 2008 году Жан-Лу Кун-Дельфорж, открытый гей- дипломат, состоящий в гражданском договоре со своим партнёром, был отклонён римско-католическими властями на должность посла Франции при Святом Престоле. В 2015 году Лоран Стефанини, открытый гей, практикующий католический дипломат, был отвергнут официальными лицами Римско-католической церкви на должность посла Франции при Святом Престоле, хотя он был холост, и был поддержан президентом Франсуа Олландом и высшим кардиналом Курии Франции Жан- Луи Тораном, который был камерленго Святой Римской церкви, и кардиналом Андре Вен-Труа, архиепископом Парижа. Несмотря на отказ Франции отказаться от его кандидатуры и противостояние с Ватиканом, в результате которого должность оставалась вакантной с марта 2015 года по май 2016 года, в мае 2016 года Франция выдвинула другого дипломата.  

## Гражданские права
Город-государство Ватикан не имеет положений о гражданских правах, включающих сексуальную ориентацию или гендерную идентичность.
13 января 1998 года ЛГБТ-активист Arcigay Альфредо Ормандо поджёг себя на площади Святого Петра (находящейся под юрисдикцией Ватикана) в знак протеста против отношения глубокого неприятия, которое всегда выражала католическая религия по отношению к гомосексуальности. В результате полученных тяжёлых ожогов он скончался через несколько дней в больнице.  

## Признание однополых отношений
Ватикан всегда выражал самое резкое несогласие против любого гражданского признания однополых союзов и однополых браков, а также против предоставления однополым парам прав на усыновление. 
В 2021 году Дикастерия доктрины веры вынесла постановление, согласно которому католическим священникам «не разрешено» благословлять однополые браки.  

## Защита от дискриминации

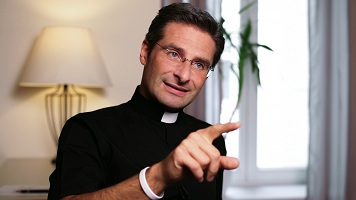
Кшиштоф Харамса

Ватикан оставляет за собой неотъемлемое право отстранять, немедленно отстранять, приостанавливать и увольнять любого чиновника и сотрудника, который публично признаёт себя геем или даже поставит под сомнение общую политику Ватикана в отношении гомосексуалов.  

### Кшиштоф Харамса
В октябре 2015 года каминг-аут богослова отца Кшиштофа Харамсы закончился его отстранением от священнических обязанностей, преподавательской работы и должностей в Римской курии. Накануне второй сессии Епископского синода по вопросам семьи Харамса заявил в газете Corriere Della Sera: «Я хочу, чтобы Церковь и моя община знали, кто я: священник-гей, который счастлив и гордится своей идентичностью. Я готов расплачиваться за последствия, но Церкви пора открыть глаза и понять, что предлагать геям полное воздержание от жизни в любви — бесчеловечно».

## О гендерной теории, идентичности и самовыражении
Согласно Катехизису католической церкви:
Мужчина и женщина сотворены, то есть они — плод Божией воли: в совершённом равенстве как человеческие личности, с одной стороны, а с другой — в их соответственном существе мужчины и женщин. «Быть мужчиной», «быть женщиной» — это реальность благая, которой Бог хотел: мужчина и женщина обладают неооторжимым достоинством, которое дано им прямо Богом, сотворившим их. Мужчина и женщина с равным достоинством сотворены «по образу Божию». В своей «мужской» и «женской» сущности они отражают премудрость и благость Творца.
Ватикан предостерёг медицинское сообщество, в частности, от использования терминов интерсекс и трансгендер для обозначения пациентов и других лиц, поскольку это сделало бы мужественность и женственность «двусмысленными». 
В январе 2015 года Папа Франциск во время визита на Филиппины назвал гендерную теорию «идеологической колонизацией». 
В интервью для книги (Pope Francis: The Economy Kills, первоначально на итальянском языке), опубликованной в 2015 году, Папа Франциск сравнил гендерную теорию с «генетическими манипуляциями» и «ядерным оружием».  
В документе 2016 года Amoris Laetitia, написанном Папой Франциском после Синода с участием значительной части католических епископов всего мира, он пишет, что: «Необходимо подчеркнуть, что „биологический пол и социокультурная роль пол (гендер) могут быть различены, но не разделены“». 
В Катехизисе нет положений, запрещающих смену пола. Однако в июне 2019 года Ватикан осудил гендерную теорию как «запутанную концепцию свободы». В документе 2019 года, выпущенном Конгрегацией католического образования, Ватикан предупредил католических педагогов, что идеи гендерной изменчивости угрожают «традиционным семьям» и игнорируют «естественные различия» между мужчинами и женщинами. 

## ВИЧ/СПИД
В Ватикане нет известных случаев СПИДа или ВИЧ-инфекции. На международном уровне правительство Ватикана является одним из ведущих противников использования презервативов в рамках любой кампании по остановке распространения пандемии ВИЧ/СПИДа.  

## Анти-ЛГБТ влияние в мире
В 2021 году министр иностранных дел Ватикана архиепископ Пол Ричард Галлахер направил письмо послу Италии при Святом Престоле, в котором выразил «озабоченность» законопроектом в итальянском парламенте, призванным юридически защитить итальянских ЛГБТ от насилия и дискриминации.   

## Таблица результатов
| Однополые сексуальные отношения разрешены                                                                    | (с 1890 года, в составе Италии) |
| Равный возраст согласия                                                                                      | / (18 лет для всех, 14 лет для супружеских пар противоположного пола) |
| Антидискриминационные законы при приёме на работу                                                            | (Святой Престол оставляет за собой неотъемлемое право отстранять, приостанавливать и увольнять немедленно любого сотрудника, объявляющего себя гомосексуалом или выступающего против позиции католической церкви в отношении гомосексуальности) |
| Антидискриминационное законодательство в сфере предоставления товаров и услуг                                | No |
| Антидискриминационные законы во всех других областях (включая косвенную дискриминацию, разжигание ненависти) | No |
| Однополые браки                                                                                              | No |
| Признание однополых пар                                                                                      | No |
| Усыновление приёмных детей однополыми парами                                                                 | No |
| Совместное усыновление однополыми парами                                                                     | No |
| Геям и лесбиянкам разрешено открыто служить в жандармерии и Папской швейцарской гвардии                      | No |
| Право на смену юридического пола                                                                             | No |
| Доступ к ЭКО для лесбиянок                                                                                   | No |
| Коммерческое суррогатное материнство для гей-пар                                                             | No |
| Разрешено сдавать кровь                                                                                      | No |

## Внешние ссылки
- "'Male and Female He Created Them': Towards a Path of Dialogue on the Question of Gender Theory in Education"
- "Amoris Laetita"